# Zöld gyík

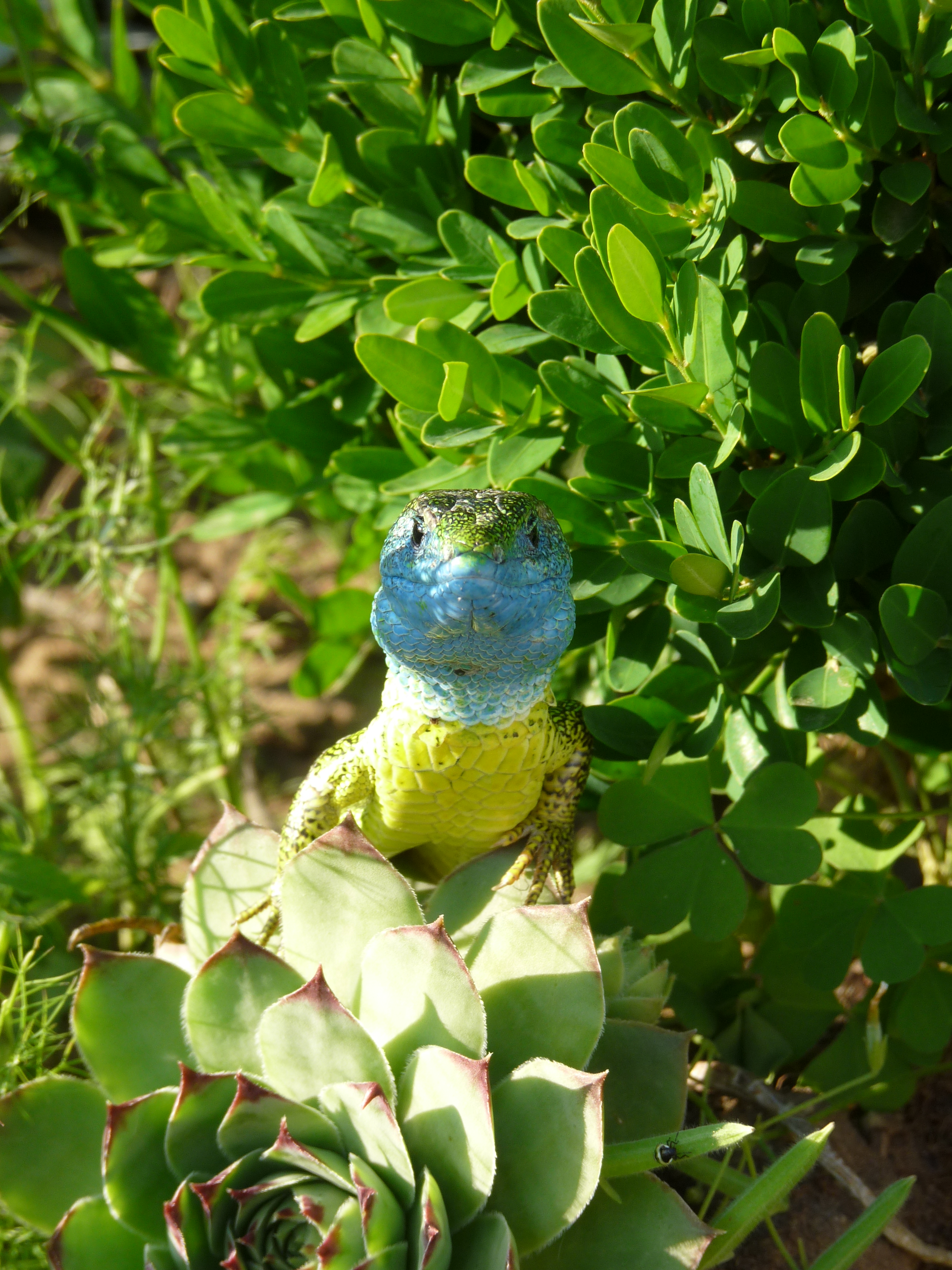
A hím példány látványos, kék színt öltő nyaka nászidőszakban.(Magyarország)

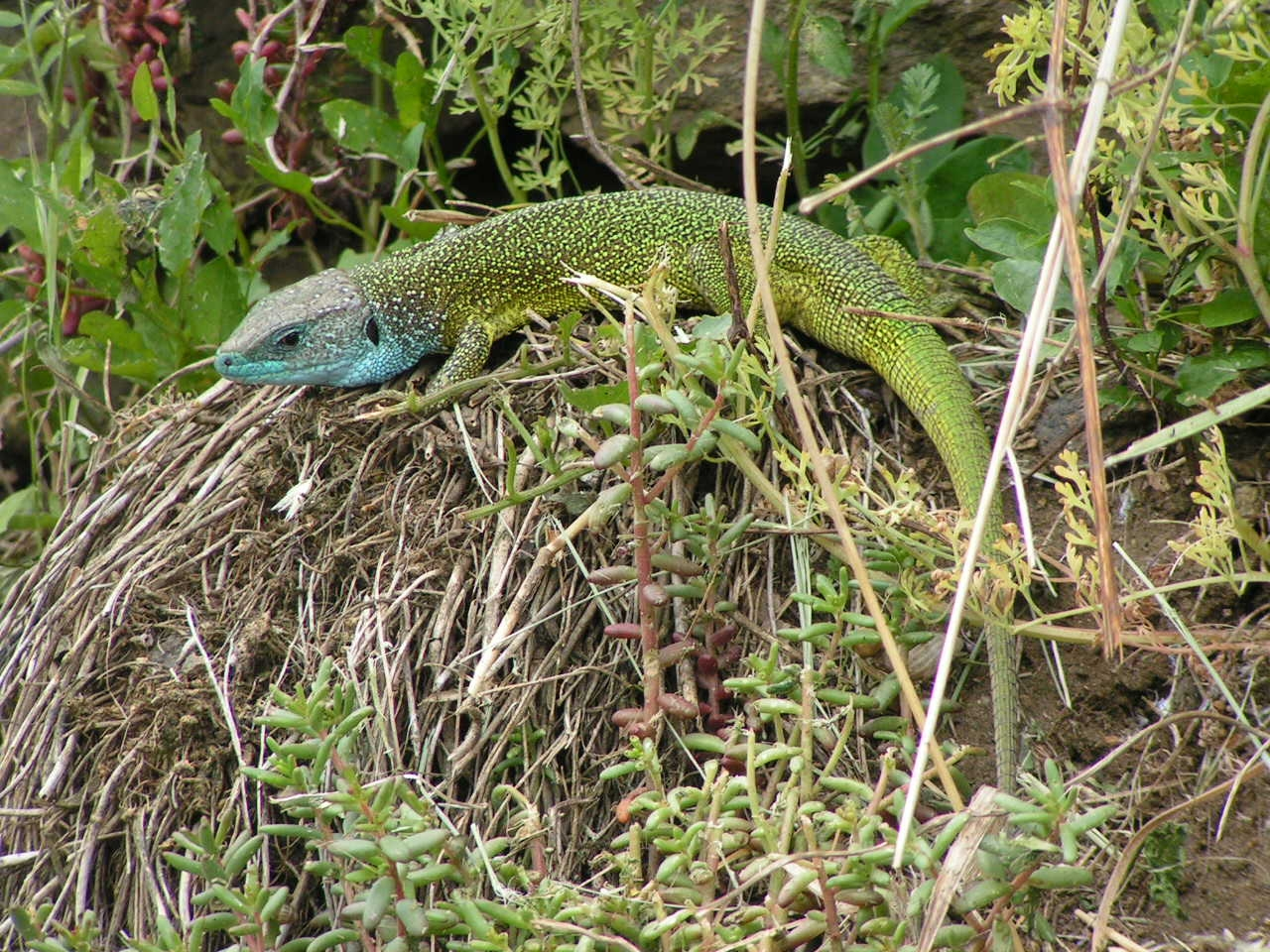
Nászruhás hím zöld gyík (Ausztria)

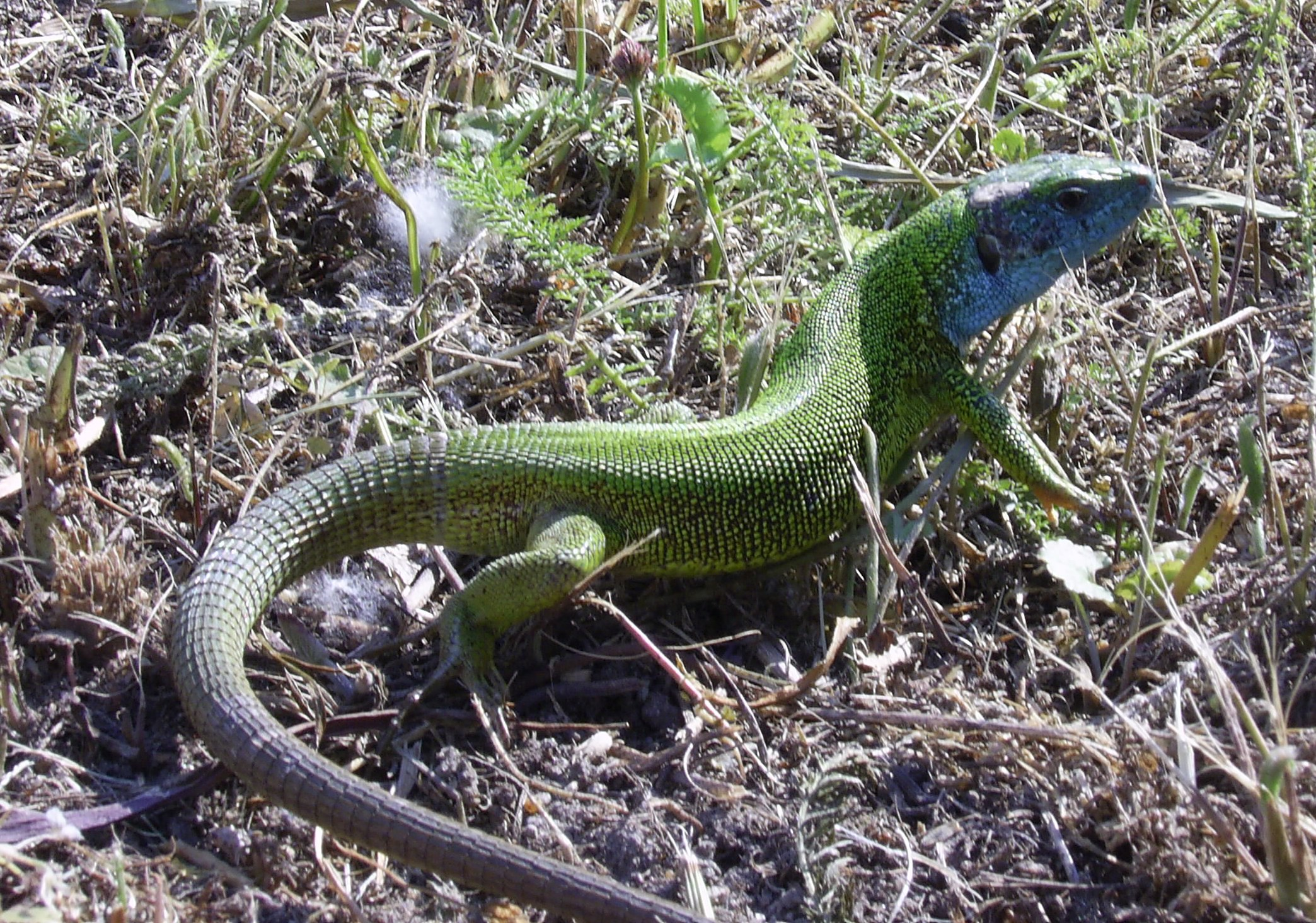
Hím zöld gyík

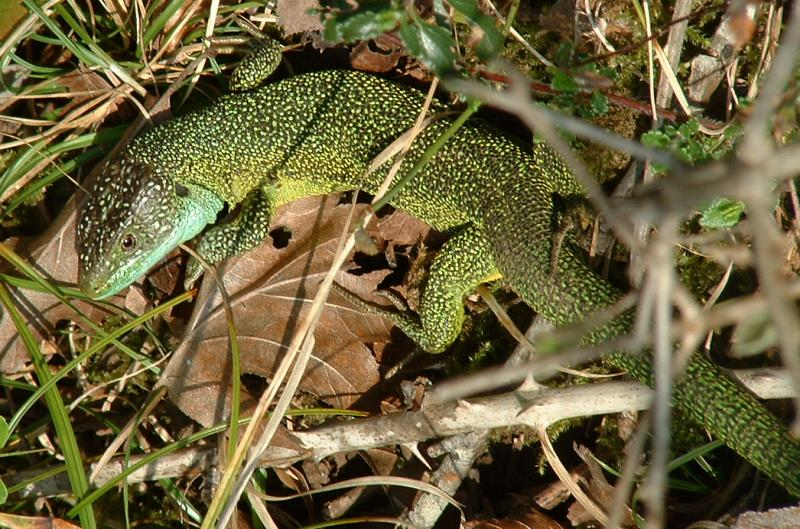
Az újabban külön fajként kezelt Lacerta bilineata hímje (Gy, Franciaország)

A zöld gyík (Lacerta viridis) egy európai elterjedésű gyíkfaj, ami nevét feltűnő világoszöld pikkelyeiről kapta. A hím emellett nászidőszakban szája körül és a torkán látványos kék színezetet kap.

## Előfordulása
Zömmel európai elterjedésű faj, bár a Fekete-tenger anatóliai partján is honos. Az öreg kontinensen kb. a 41-50° szélességi kör között és az Atlanti-óceántól nagyjából a Donig terjedő területen fordul elő. Az Ibériai-félsziget nagyobbik részéről így hiányzik, és Franciaország valamint Németország északi területein sem találkozhatunk vele. Újabb kutatások Lacerta bilineata (Daudin, 1802) néven külön fajként kezelik a nyugati állományt, bár a több esetben komplexet alkotó két faj elkülönítésére egyelőre nincs elég genetikai bizonyíték. A Balkánon fordul elő a balkáni zöld gyík (Lacerta trilineata, Bedriaga, 1886), melynek génállománya szintén kevéssé tér el a zöld gyíkétól.
Élőhelyét tekintve nem válogatós: erdőszéleket, 1800 méteres magasságig bezárólag hegyvidéki, sziklás területeket, nedves kaszálókat egyaránt benépesít. Nem kerüli az emberi településeket sem. Kedvenc élőhelytípusa a fákkal vagy bokrokkal tarkított domboldal.

## Megjelenése
A zöld gyík elterjedési területének nagy részén, így Magyarországon is, a legnagyobb gyíkfaj. Testhossza akár 40 centiméteres is lehet, amelyből 60%-ot a fokozatosan elvékonyodó farok tesz ki. Feje és végtagjai szélesek, viszonylag nagyok. A nőstények rendszerint kisebbek a hímeknél, és színük is sötétebb.
Nászidőszakon kívül mindkét nem zöld pikkelytakarót visel, amely a barnástól a fűzöldig bármilyen árnyalatú lehet, amit kisebb fekete pettyek vagy foltok tarkítanak, illetve az idősebb hímeken fehér oldalpontok sora alakul ki. A hasi rész egyszínű kékes- vagy sárgásfehér.
Nászidőszakban és az ezt követő időszakban (kb. áprilistól júliusig) az állatok színe élénkebb lesz, és a hímek feje és torokrésze világos kobaltkék színt ölt fel.

## Életmódja
Áprilistól október közepéig aktív, először a hímek bújnak elő a fagymentes helyen (faodú, talajban lévő üreg) töltött telelésből. Ragadozó állat, elsősorban ízeltlábúakkal táplálkozik, de adott esetben kisebb madárfiókákat és kisebb rágcsálókat is elejt. Ügyes famászó, bár ideje nagy részét a talajszinten tölti, ahol könnyen elrejtőzhet az esetleges fenyegetés elől. Mind vadászatkor előfordul, hogy rovaráldozatát egy ugrással kapja el a lágyszárú növények virágjáról, de megfigyelték már a fákon, bokrokon az ágról-ágra történő ugrását is menekülésekor. A zöld gyík alapvetően ragaszkodik lakhelyéhez, amelyet csak táplálkozni hagy el egy kb. 20–80 m²-es körben. Ezért nem ritka, hogy a párok évekig együtt maradnak.
Ha fenyegetve érzi magát, teljesen kinyitja a száját és a macskákhoz hasonló fújtató, sziszegő hangot ad ki támadás előtt.

## Szaporodása
Május elején kezdődik a párzási időszak. Ilyenkor a hímek súlyos harcokat vívnak a nőstényekért, amit számos feji és nyaki harapásnyom, vagy levetett farok is bizonyít. A nőstény a párzást követően júniusban rakja le puha, fehér tojásait. A 6-14 kis gyík mintegy 80 nap után kel ki, általában augusztus és szeptember fordulóján, de fejlődésük időtartamát nagyban befolyásolja az időjárás. A kis gyíkok azonnal önállóan kezdenek vadászni.

## Védettsége
Mivel az egyes párok relatíve nagy területen élnek, állománysűrűsége sehol sem nagy, de ettől eltekintve élőhelyei többségén általánosan elterjedtnek mondható, a Természetvédelmi Világszövetség értékelése szerint a L. viriatis és a L. bilienata egyaránt a nem veszélyeztetett kategóriába tartozik. Elsősorban élőhelyének pusztulása fenyegeti.
Számos természetes ellensége van, így a rézsikló, a különféle menyétfélék, gólyák, vágómadarak, gébicsek és az elkóborolt házi macskák és kutyák. A kicsinyeket nagyobb ízeltlábúak is elkaphatják. Mint minden magyarországi kétéltű és hüllő, a zöld gyík is védett. Természetvédelmi értékét 25 000 Ft-ban határozták meg.